# ウマヅラハギ
ウマヅラハギ（馬面剥、学名：Thamnaconus modestus）は、フグ目カワハギ科に属する魚。

## 分布
北海道以南の日本近海から東シナ海、南シナ海にかけての海域に生息する。

## 形態
体長25cmで、体型はカワハギに比べるとやや細長くなる。体色はやや薄い青灰色だが、個体差がある。鰭（ひれ）は緑青色。また、後頭部に一本の大きなトゲがある。顔面は長く、馬の顔を連想させることから馬面のカワハギ、略してウマヅラハギの名になった。皮膚がザラザラしているからヤスリウオの別名がある。

## 生態
カワハギよりやや沖合の深場に生息。海底から中間層を群れで泳ぐ。
雑食性でなんでも食べるが、特にクラゲが好物で、中間層を浮遊するエチゼンクラゲなどの巨大クラゲを集団で襲い、強力な歯で剥ぎ取って食べる。
頭の上の突起は他個体に体側誇示をして威嚇する時に使う。

産卵は6-7月ごろ。ヘドロなどの悪条件への適応力が高いため、時折大発生することがある。2009年から2010年にかけ、福井県沿岸のエチゼンクラゲの大発生に伴って大量に発生した。

## 利用

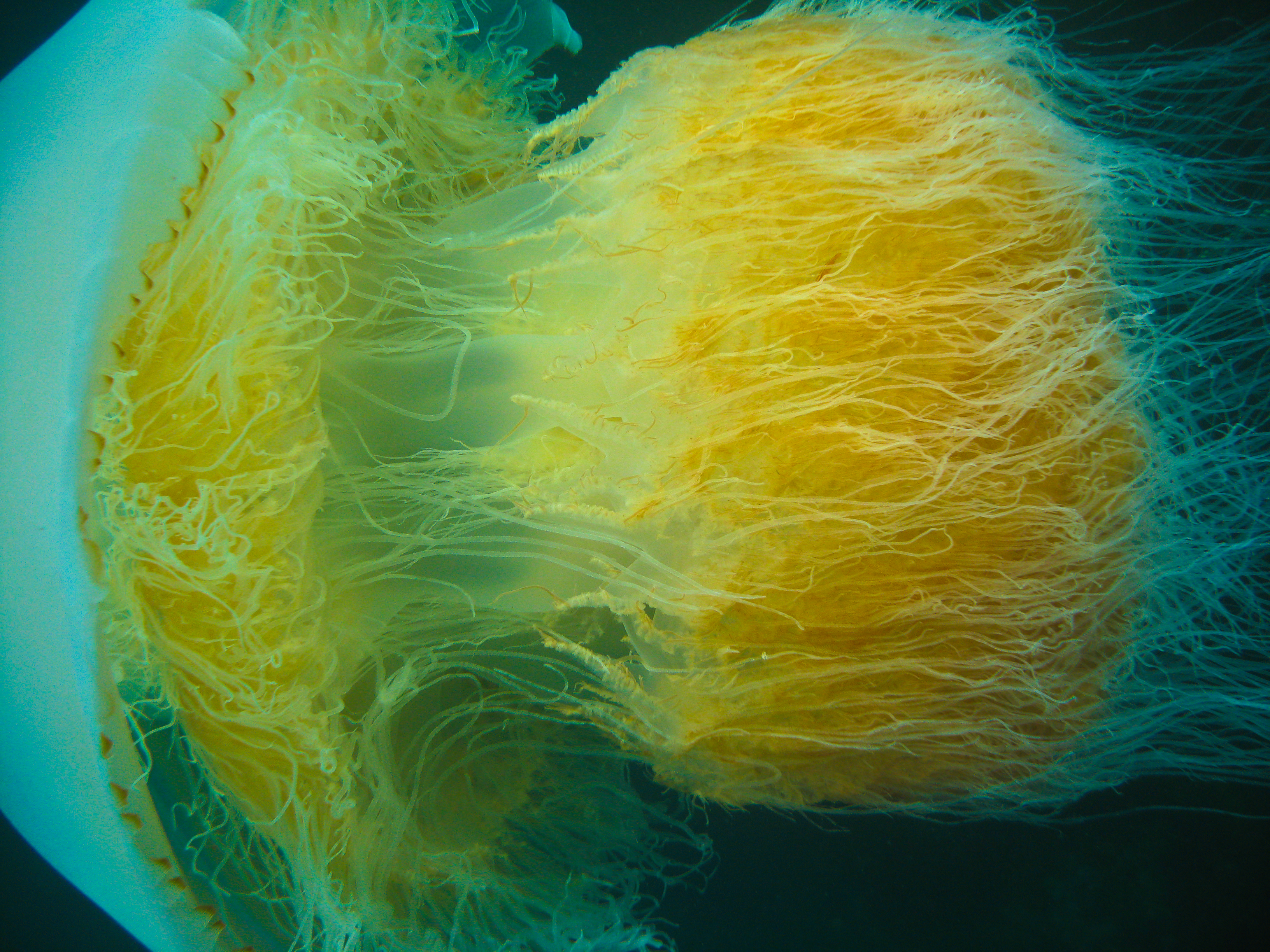
好物のエチゼンクラゲ。これを集団で襲う

本種は食用になる。肉質はクセが少ない白身で、脂肪分は約0.2%で低カロリーである。カワハギよりやや身が固く、肝はやや大きい。肝はポン酢醤油で生食すると美味。他には、煮付け、刺身、ちり鍋、みりん干しなどの調理法がある。また、フグの代用魚として供されることも多い。
日本では、ウマヅラハギも肝がおいしいとされるが、消費者に知られていない場合もあるため、「肝はフォアグラのように美味しいので、捨てずに」料理に用いるように注意を促す・勧める漁業者もいる。
漁獲方法は底引網、定置網などの方法が一般的だが、マダイ釣りの外道として釣れることも多い。釣りでは、餌取りが上手いので嫌がられることがある。カワハギとは同じ釣法で釣れる。餌にはゴカイ、アサリが用いられる。
鳥取県では、ウマヅラハギを捕獲する「カワハギ網」という専用の網を用いたカワハギ網漁業が行われている。中央の餌袋にオキアミまたはクラゲを括り付けると、ウマヅラハギが集団で網の中にやってくるのでこれを捕獲する。
皮膚は天日干しをすれば、ヤスリとして利用できる。

## 別名・地方名
- カングリ - 秋田県男鹿半島付近
- ゲンパ - 千葉県
- コウグリ - 新潟県
- コウゴリ、バクチコキ - 富山県
- ウマヌスト - 三重県
- ウマヅラハゲ、だいなんはげ - 和歌山県
- オキアジ - 鳥取県
- こきめんぼう - 島根県浜田市・山口県下関市
- ツノギ - 岡山県
- ハゲ - 広島県